# Tales of Xillia
Tales of Xillia (яп. テイルズオブエクシリア Тэйрудзу обу Экусириа) — японская ролевая игра с элементами экшна для игровой приставки PlayStation 3, выпущенная компанией Namco Bandai в Японии 8 сентября 2011 года. Эта игра является тринадцатой в серии игр Tales. Жанр игры описывается как RPG стойких убеждений (яп. 揺るぎなき信念のRPG Юругинаки синнэн но RPG). Главную песню под названием «Прогресс» исполнила Аюми Хамасаки. Анимированные ролики были созданы студией Ufotable, которая нарисовала OVA Tales of Symphonia. Над предыдущими играми серии работала компания Production I.G.
События игры разворачиваются в вымышленном мире Рьезе Максия, в котором мирно сосуществуют люди и бесплотные духи. Главными героями игры являются Джуд Матис и Милла Максвелл, которых преследует правительство за саботаж в лаборатории по разработке оружия массового поражения, называющегося Копьё Кресника.
В Японии Tales of Xillia получила очень высокие оценки критиков. Она стала самой продаваемой игрой серии; в первый день после релиза было продано более 500 000 копий. Кроме того, игра получила награды от Sony и журнала Famitsu. Версия для Северной Америки и Европы удостоилась положительных отзывов за боевую систему, однако подача сюжета была воспринята неоднозначно. Сиквел игры, Tales of Xillia 2, был выпущен 1 ноября 2012 года в Японии; локализация для западных стран вышла в августе 2014 года.

## Игровой процесс
Как и в предыдущих играх серии, в сражении персонажи могут свободно перемещаться по полю битвы, выполнять атаки и использовать предметы. Атаки можно комбинировать, используя очки Assault Counter. Также в игре появилось состояние Overlimit, заимствованное из Tales of Vesperia и Tales of the Abyss, впадая в которое персонаж может нанести специальную атаку, гораздо мощнее обычных.
В Xillia используется вид от третьего лица при перемещении по карте мира и локациям. Это первая игра серии, в которой камера зафиксирована сзади персонажа, над его плечом (во всех предыдущих частях камера была зафиксирована сверху под углом).

## Разработка
Новая игра серии была анонсирована в Японском журнале Weekly Shōnen Jump за июль 2010 года, а через неделю последовал официальный анонс Tales of Xillia на пресс-конференции. В июне 2010 года на ежегодном мероприятии «Tales of Festival», организуемом Namco Bandai, было объявлено о новой игре серии. Официальный анонс игры состоялся 15 декабря 2010 года
.
В одном из выпусков журнала Famitsu было опубликовано интервью с членами команды разработчиков. Они сообщали, что новая игра серии Tales будет содержать множество нововведений: в частности, новый подход к графическому оформлению (по сравнению с графикой в стиле аниме в Tales of Vesperia). 27 декабря 2010 года были опубликованы скриншоты из игры, на которых были представлены некоторые персонажи и локации. 6 июля 2012 года на выставке Japan Expo в Париже продюсер Хидэо Баба объявил, что Tales of Xillia будет выпущена в Северной Америке и Европе в 2013 году.

## Отзывы и критика
| Сводный рейтинг       | Сводный рейтинг |
| Агрегатор             | Оценка          |
| --------------------- | --------------- |
| GameRankings          | 77,91 %         |
| Metacritic            | 78/100          |
| «Критиканство»        | 80/100          |
| Иноязычные издания    |                 |
| Издание               | Оценка          |
| Edge                  | 7/10            |
| EGM                   | 7,5/10          |
| Famitsu               | 39/40           |
| Game Informer         | 8,25/10         |
| GameRevolution        | [ 19 ]          |
| GameSpot              | 7,0/10          |
| IGN                   | 8/10            |
| Joystiq               | [ 22 ]          |
| Polygon               | 7/10            |
| Русскоязычные издания |                 |
| Издание               | Оценка          |
| «Игромания»           | 8,0/10          |

Tales of Xillia получила 39 из 40 возможных баллов (10/10/9/10) по версии журнала Famitsu.
Namco Bandai также сообщила, что игра может побить рекорд по количеству предварительных заказов (среди других игр серии). В результате рекорд был установлен — было заказано 200 000 копий игры. В первый день после выхода игры было продано 500 000 копий.